# 仙劍奇俠傳六
《仙劍奇俠傳六》是由大宇資訊旗下北京軟星制作的中文角色扮演遊戲，属于仙劍奇俠傳系列，前作為《仙劍奇俠傳五前傳》。游戏Microsoft Windows版於2015年7月8日在中國大陸與台灣上市，并计划登陆Xbox One与PlayStation 4平台。其中PlayStation 4版本于2019年4月2日登陆北美PSN商店，2019年4月3日登陆欧洲和亚洲（除中国大陆）PSN商店。Xbox One版本尚未正式发售。

## 玩法
不同於以往，本作取消了道路的限制，玩家將可以在場景中自由跳躍。若玩家在某些跳躍場景跳躍失敗時，則會傳送至附近地點讓玩家重新跳躍。在部分場景的高處會藏有神秘物品，這些神秘物品將具備一些神秘效果，甚至可以獲得場景聲望。
战斗方面，本作戰鬥系統可依照家喜好選擇使用即時制或者回合制來進行，可讓各種習慣的玩家都能適應。本作新增了「凝氣一擊」系統，分為技、合、斬三種，若擇機善用往往可以在戰鬥中化險為夷，克敵制勝。遊戲難度同樣有著簡單、普通、困難三個級別的難度，但第一次遊玩時是不可選擇困難進行的，通關一次後才可選擇進行。若玩家在戰鬥中失敗時亦可選擇「難度下調」或「繼續挑戰」，但難度一旦下降後便不可再改回來。當隊伍中有明繡在時，可以使用封印功能來封印怪物得到符文。每種符文都具備不同屬性能力和效果。玩家可在迷宮中得到各種符文盤，將符文裝備在上面符文便可產生效果。每個符文盤具備特殊的能力加成，當裝備的符文達到與該符文盤能力啟動的需求，即可啟動符文盤的特殊能力。
本作技能採用「雙技能系統」，主角不再擁有“共用”型法術，全部技能均為專屬技能。每個主角都有獨立的「雙技能系」，並且可在戰鬥中自由切換。本作採用「靈脈系統」作為培養主角的方式。每名角色都有自己獨有的三條魂魄，這也決定每名角色不同的成長路線。玩家可以通過數量不等的魄值點亮其中的節點，令角色擁有更強大的能力。當激活了足夠多的節點時，會自動開啟隱藏節點，這些隱藏節點會為角色帶來更多的培養方向。

## 劇情

### 主劇情
在太古神農大神誕生時，天下伴有九泉相生。「神農九泉」又稱天地九井，凝聚最為豐厚的靈力，為天地靈脈之樞紐。
然而生活在大地上的獸、神、人三族，因逐漸萌生私慾而致衝突不斷，最終爆發大戰，而神族在大戰中逐步佔據上風。為防九泉因三族之戰被毀，神農窮盡神力對九泉施加了強大結界，並取天地靈物，製作出名為「九泉之鑰」的九件手環。
大戰後，獸族戰敗，蚩尤引獸族入魔界，自此人神獸三族隔閡，九泉也因此動亂而散落至各界，形態和異能也隨所處之境而變，而神農和九泉之鑰也不知所終。時光流逝，九泉的傳說也逐漸被遺忘……
無數春秋後的今日，遊歷江湖的越今朝和越祈，為了尋找某樣丟失的東西而來到了西域古城。遇上了當地負有盛名的曇華洛家家主洛昭言，一行人為消滅邪惡宗教的行動，不經意的展開了一場即將左右六界命運的冒險序幕。
失落的九泉傳說，即將從塵封中再度被揭示。正武、啟魂、衡道、禺妖，幾大勢力接踵而至。在錯綜複雜的局勢中，誰才是真正的幕後設局人。計中有計，局中有局。不惜捨身改命，只為今朝再聚。

### 時間點
本作製作人欒京在於2015年7月3日由新浪微博舉辦的《仙劍奇俠傳六》上市微訪談中指出，仙劍奇俠傳六的時間段設定於仙劍奇俠傳五前傳之後的六七十年。

## 人物介紹
越今朝（配音：边江）
靛衣黑髮，一身勁裝，左眼上有眼罩的少年。為人世故，了解世態炎涼、人情冷暖。反應快，擅變通，邏輯推理能力不錯。擅長活躍氣氛，可以很好地扮演需要的角色，調整自己的表現去配合別人。自記事以來就與越祈相依為命，與越祈走遍大江南北找尋二人身份來歷。
手持兩把「橫刃」，由中國古代「橫刀」造型改編而來。
於故事後期死去。於結局在龍潭以越祈的記憶與贏旭危的存在換回全新的越今朝，但沒有與眾主角記憶。
越祈（配音：刘校妤）
幹練短髮的少女，性格如孩童般天真，但絕不愚笨，領悟力高，學什麼都快。行事直接，沒什麼是非觀，對日常知識不甚理解，非常依賴越今朝。
平時手無寸鐵，卻可凌空御物，御氣凝劍，擅長水系和風系的法術。擁有超乎常人的力量，但連自己都不知道為何自己擁有這種能力。
神秘的專屬技能，以及「念劍」等設定，令其顯得與眾不同。而同代主角中出現同姓的情況在仙劍歷代中也屬首次。
於最後一戰之後到龍潭以其記憶換回全新的越今朝，但沒有與眾主角記憶。
闲卿（配音：張杰）
外表俊朗飄逸、沉靜溫和，帶有文雅之氣，氣質與其謙謙公子形象不盡相同。真身為千年狼妖，對很多事情看得比隊伍裡其他人淡，內心實際上是個沉穩可靠的人。
二十年前曾與洛家之人有過一段因緣，所以在遇上洛昭言之後便特別關注她。
其衣服上的祥雲紋路和腰間玉珮昭示其不凡的身世。其武器為「拳輝」，於雙手凝聚妖力所成，並無實體。
於故事後期喜歡洛昭言，於最後一戰之後與洛昭言啟程去尋找長生之術。
洛昭言（配音：乔诗语）
為定居於西域沙漠中的一處神秘綠洲的曇華洛家家主。外表看似俊秀的青年，但實為女扮男裝的女性。父親為洛家的上任族長，但在其兒時便過世，僅留下一對雙子。數年後人們僅知洛家出了一位好家主，不知其真實女子身分。
平時是很灑脫帥氣的一個人，自信但不高傲，少俠的氣質很強。從小女扮男裝，可以自如地和其他男性稱兄道弟、談天喝酒。其雙重形象也分別展現其性感柔美和俠骨柔情的一面。
於故事後期喜歡闲卿，於最後一戰之後與闲卿啟程去尋找長生之術。
明綉（配音：季冠霖）
明媚秀麗的少女，姿態柔美優雅，眼神清亮而堅毅。看似大家閨秀，性情溫柔、知書達禮、進退有據。然而，這只是她對外人的形象。實際上是個常與別人保留一份距離感、缺乏安全感的人。性格有些不坦率，對熟悉的人會比較毒舌，煩的時候會直接冷臉。在情感上比較敏銳、直接，對真正放進心裡的人，會用自己的方式去關心他。
在幼年時遭遇重大變故，故而長大後對妖類下手毫不留情。
以「靈燈」作為其武器。
於故事後期為運用無垢能預見未來之力，而以雙眼為代價。於最後一戰之後回到與青山。
居十方（配音：杨天翔）
正武盟機巧堂堂主，內向老實的青年。有些軟弱，患得患失，較容易退卻。存在感略低，希望得到別人的關注，但當別人真的關注他了，又會覺得不自在。
雖不懂武術，卻通曉機關，能操控可變身的機關獸進行攻擊。機關獸名為豆包，是母親唯一留給他的遺物。
所用武器為仙劍歷代角色中首次出現。其角色名稱也昭示其未知的命運。
於故事後期為了大義而自我犧牲，獨自重創朔漩而死。於數年後輪迴轉世後成為一名小男孩（牽著小熊玩具）。

## 开发与发行
姚壯憲曾表示，直至《仙劍奇俠傳五》，仙劍奇俠傳系列所使用的遊戲引擎過於老舊，因此考慮將在《仙劍奇俠傳六》的製作中更换新引擎。之後，據北京電視台專訪姚壯憲的電視節目所示，該遊戲所使用的引擎為 Unity3D。
遊戲緊接《仙劍奇俠傳五前傳》項目啟動，並提前開始構思。遊戲角色名稱在在2012年底就已有構思，不過只有少量名稱沿用到成品遊戲。遊戲從2013年3月左右開始開發，半年後預開發階段基本完成。
2014年12月官方宣布，暢遊旗下子公司暢遊樂動獲得本作在大陸的代理權，同時釋出故事背景影片並公開本作大陸官網。同日，負責大宇資訊旗下全部產品在台灣發行和營運工作的大宇遊戲也將台灣形象官網悄然上線。本作發布會將於2015年4月22日在北京召開，並於此次發布會上正式宣布，本作將於2015年7月8日上市。在2015年4月9日召開的大宇資訊2015年戰略發布會上，大宇宣布本作將和《軒轅劍外傳 穹之扉》一同進駐Xbox One主機平台。同時主題曲演唱者也確定為張信哲。2015年5月，台灣与中国大陆发行商分别公開了遊戲发售版本，其中台湾版本包括典藏版與初回版，大陸则发行數位版、精裝版和豪華版，两岸官方預售随之展開。2015年7月，游戏正式在两岸正式同步发售。根据官方数据，游戏上市一个月内在中国大陆售出72万套。
由於遊戲發售後出現啟動、最佳化和畫質問題，微博、百度贴吧和论坛等处出现大量网友的负面评价， 本作中国大陆发行商畅游乐动称大量恶意评价是有组织的恶性行为，并保留法律追究权利。但是在2015年7月12日，畅游乐动删除了之前的微博，并表示接受并感谢玩家提出的任何建议和批评。随后，制作方北京软星也发布致歉公告，宣布各地签售活动延期，承诺对游戏存在的问题持续最佳化，并为玩家免费制作后续大型剧情DLC。
2017年8月，本作于方块游戏平台上架，并开放在2017年11月26日24时前已在畅游乐动/袋鼠游戏平台激活的用户迁移到方块平台版。与初版游戏相比，此版本获得了多项改进，包括将游戏使用的引擎版本提升到Unity3D 5、更改了游戏标题界面的的主图、增加加载进度条等，且游戏运行速度也得到大幅改善。此版本亦将于11月15日在Steam平台解锁开售，且分为两个版本：由新游时代上架且仅限大陆地区购买的大陆地区版和由大宇资讯总部上架且大陆地区不可购买的国际版。两版皆具有Steam云存档、成就和集换式卡牌等额外特性，游戏内容亦完全相同，唯国际版额外支持大陆地区版所不提供的繁体中文和英文字幕。

方块平台版《仙剑奇侠传六》标题界面

### DLC
2015年9月5日，发布两款DLC《寒山客》和《世间炉》。
2015年9月30日，发布两款DLC《江心月》和《不系舟》。
2015年12月，发布两款DLC《云外天》和《刹那灯》。

## 音乐
本作有四首主題曲，分別由張信哲、清弄、嚴藝丹和陳依婷演唱。
| 曲目       | 演唱者 | 作词   | 作曲           | 编曲           |
| ---------- | ------ | ------ | -------------- | -------------- |
| 鏡中人     | 清弄   | ediq   | 曾志豪         | 丢子           |
| 誓言成晖   | 严艺丹 | 严艺丹 | 严艺丹         | 甘虎           |
| 剑客不能说 | 陈依婷 | 后弦   | 曾志豪         | 曾志豪         |
| 浪花       | 张信哲 | 陆醒华 | 陆醒华、陈志成 | 许程杰、吴鸿乐 |

## 评价

### 一般評價
《仙剑奇侠传六》遭遇了舆论与玩家偏向负面的评价。业界评测普遍称赞了本作丰富完善的剧情和出色专业的配音，但对于游戏过于糟糕的优化以及细节上的问题则多有诟病。无极游戏认为本作“还能算是佳作”，游戏对话中角色表情丰富，光影效果较好，但是仍存在贴图与操作上的不少瑕疵。3DMGAME评予游戏6/10分，认为游戏音乐依旧出色，但批评游戏画面落后于时代，操作引导糟糕，剧情这么好不如去拍电视剧。游民星空评予6.5/10分，对本作尝试2D动画过场予以肯定，但表示不理解战斗系统为何要模仿并不出色的《最终幻想XIII》，并批评游戏不支持手柄操作，游戏界面与自动存档等细节处理也十分粗糙。MYHP同样打了6.5/10分，认为本作“其实并没有那么差”，但开发标准与概念过于陈旧，游戏元素多方借鉴，却丢失了自身的传统。游戏的优化问题更是成为几乎所有评测的众矢之的，经测试Intel Core i7 5960X + 四路Nvidia GTX Titan X的当时顶级配置仍无法令游戏60帧满速运行，因此被部分网友讽为“泰坦陨落”。

### 獲獎記錄
- 第七屆CGDA（中國優秀遊戲製作人大賽）最佳遊戲關卡設計獎優勝獎
- 2015年GAME STAR遊戲之星 國產單機遊戲金獎

## 外部連結
- 官方网站